# Elisheva Bichovsky
Elisheva Bichovsky (née à Spassk-Riazanski (Empire russe) le 20 septembre 1888 et morte à Tibériade (Israël) le 27 mars 1949) est une poétesse et écrivaine de langue hébraïque, née de parents non-juifs et qui émigra en Terre d'Israël en 1927.

## Biographie

### Sa vie en Russie
Elisheva Bichovsky est le nom de plume d'Elizaveta Jirkova, née à Spassk-Riazanski en Russie, à environ 196 km au sud-est de Moscou en 1888. Son père, Ivan Jarkov est l'instituteur du village et devient plus tard éditeur de manuels scolaires. Il est membre de l'église provoslave, tandis que la mère d'Elisheva est d'origine catholique irlandaise dont un des ancêtres s'est établi en Russie pendant les guerres napoléoniennes. 

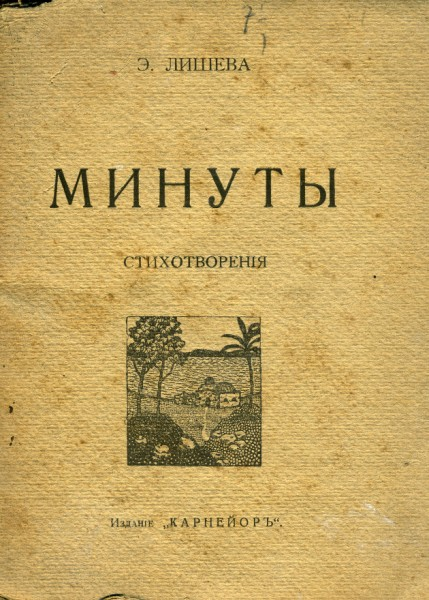
Les premiers poèmes d'Elisheva en russe, avec des illustrations de Ben Zion Zuckerman

Sa mère meurt quand elle a trois ans, et Elisha est élevée par sa tante à Moscou. Diplômée d'une école secondaire pour jeunes filles, elle suit en 1910 des cours pour devenir institutrice. Dès 1907, elle commence à écrire des poèmes, et  devient la camarade de classe de jeunes filles juives qui l'introduisent à la culture et aux traditions juives. Pour elle, l'hébreu et le yiddish, qu'elle n'arrive pas alors à différencier est le « langage des Juifs ». Elle commence alors à étudier le yiddish plus aisée pour elle qui connait l'allemand. En 1913, Bichovsky commence à apprendre l'hébreu en cours du soir à la Société des amoureux de l'hébreu à Moscou.
Dès 1915, ses premières traductions du yiddish en russe sont publiées dans le journal juif de langue russe, Evreskaïa Jizn (Vie juive).  Ce sont principalement des histoires courtes de Hersh David Nomberg (1876-1927), ou des poèmes de Juda Halevi (1085-1141), traduits initialement en yiddish par Haïm Nahman Bialik (1873-1934). Puis Bichovsky se lance dans la traduction de l'hébreu en russe d'écrivains contemporains de langue hébraïque, tels que Gershon Shufman (1880–1972) ou Yossef Haïm Brenner (1881–1921).
En 1917, Bichovsky retourne à Riazan, où elle reste jusqu'en 1919. Pour approfondir son hébreu, elle se choisit comme professeur un jeune étudiant qui a fait une partie de ses études au  lycée hébraïque Herzliya de Tel Aviv.
Elle va composer plus de deux cents poèmes en russe qui seront publiés en 1919 dans deux collections, Minuty (Minutes) et Tainye Pesni (Chansons cachés) et qui montrent son attachement à la culture juive. Dès 1920, elle publie ses premiers poèmes en hébreu et adopte définitivement le prénom Elisheva à la place de son prénom russe Elizaveta.
En 1920, elle se marie avec Simeon Bichovsky (1882–1932), professeur, critique littéraire, éditeur et militant sioniste, secrétaire du leader sioniste Jehiel Tschlenow (1863-1918), C'est un ami proche des écrivains Yossef Haïm Brenner et Uri Nisan Gnessin (1879-1913). Simeon l'aidera à publier ses écrits.

### Sa vie en Terre d'Israël
En 1925, le couple émigre en Palestine avec leur fille Miriam née en 1924 et s'installe dans le petit Tel Aviv, non loin du lycée hébraïque Herzliya.
Elisheva, une non-juive ayant quitté son pays et abandonné sa langue maternelle pour rejoindre le peuple juif en Eretz Israel, est très bien accueillie par les habitants pour son courage et par la communauté littéraire en tant que poétesse. Elle adhère au groupe Moznayim (Balances) dirigé par Bialik qui va s'opposer au groupe Ketuvim (Écrits) dit  des nouveaux poètes avec à sa tête Abraham Shlonsky (1900–1973).
De 1925 à 1932, Elisheva publie la majorité de son œuvre en hébreu, des  poèmes, de la prose, des essais et des critiques littéraires soit dans des journaux ou revues hébraïques de Palestine (Moznayim; Do’ar ha-Yom) ou d'Europe ou d'Amérique (Ha-Tekufah; Ha-Toren; Ha-Olam), soit dans des livres édités par Tomer, la maison d'édition de son mari. 
Mais le couple doit faire face à une situation financière critique, et Elisheva est obligée de quitter son mari et sa fille pour faire des tournées parmi les communautés juives d'Europe de l'Est et de l'Ouest, où elle donne des lectures de ses poèmes et de ses nouvelles lors de soirées littéraires. Son mari la rejoint avec sa fille pendant les vacances d'été et c'est pendant l'été 1932, que celui-ci meurt soudainement après l'avoir rejoint à Kichinev (actuellement en Moldavie). 

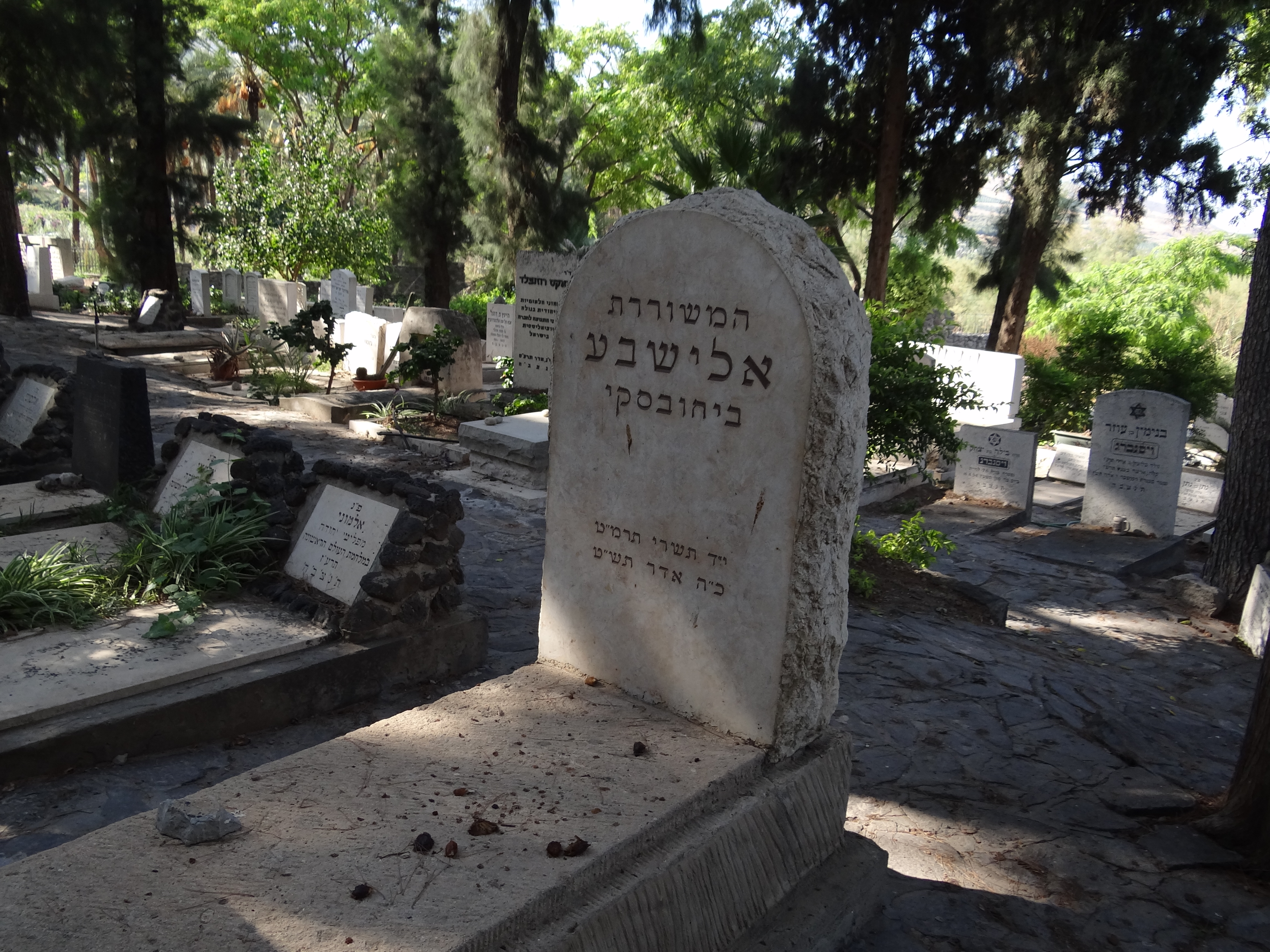
Sa tombe au cimetière de Kinneret

Elle retourne alors à Tel Aviv, où malgré de nombreux petits emplois pour gagner sa vie, elle n'arrive qu'à survivre et est obligée de déménager pour s'installer dans une masure en bordure de Tel Aviv. Bialik vient à son secours et lui obtient une modeste pension de 15 dollars par mois de la Israel Matz Foundation de New York, chargée d'aider les écrivains indigents. Mais Elisheva déçue du monde littéraire ne publiera plus d'œuvre personnelle jusqu'à sa mort en 1949. 
Début 1949, gravement malade, ses amis du Devar ha-Po’elet, revue fondée en 1934 comme organe du mouvement ouvrier féminin, supplément mensuel du journal Davar, lui payent une cure aux sources chaudes de Tibériade, où elle meurt d'un cancer le 27 mars 1949.
Ne s'étant jamais convertie au judaïsme, il faudra l'intervention du président de l'Association des écrivains pour qu'Elisheva puisse être enterrée au cimetière de Kinneret, près de la tombe de la poétesse Rachel Bluwstein.

## Œuvres en hébreu
- Kos Ketanah (Petite tasse); poésie, éditeur: Tomer; 1926
- Im Or Boker Be-Kol Rinah (Avec la lumière du matin et une chanson joyeuse); poésie; 1926
- Elisheva: Kovez Ma’amarim odot ha-Meshoreret Elisheva (Elisheva: recueil d'articles du poète Elisheva);  Tel Aviv et Varsovie; 1927
- Harouzim (Rimes); poésie; éditeur: Tomer; 1928
- Sipourim (Histoires); éditeur: Tomer; 1928
- Meshorer ve-Adam (Poète et homme); essai sur la poésie d'Alexandre Blok;  1929
- Mikreh Tafel (Un incident ennuyeux); nouvelle; éditeur: Tomer; 1929
- Simtaot (Ruelles); roman; éditeur: Tomer; 1929
- Shirim (Poèmes); éditeur: Adi; 1946
- Yalkout Shirim (Recueils de poèmes); éditeur: Yachdav; 1970